# Fininvest
Finanziaria di Investimento Fininvest S.p.A. est une des plus importantes holding financières italienne. Elle est contrôlée par la famille de l'ancien président du Conseil italien, Silvio Berlusconi.
Fondée en 1975 à Rome par Silvio Berlusconi, elle est présidée depuis le 5 octobre 2005 par sa fille aînée Marina Berlusconi.

## Composition et prises de participations
En 2004, la famille Berlusconi possédait environ 96 % de Fininvest. 
Fininvest possède 49,17 % de Mediaset, groupe de télévision hertzienne qui est en concurrence principalement avec la Rai et contrôle les réseaux de Canale 5, Italia 1, Rete 4 et des chaînes payantes Mediaset Premium.
Finivest possède en outre 53,3 % de Mondadori, 30 % de Mediolanum, 100 % de Teatro Manzoni, et 100 % de AC Monza.
En août 2006, Mondadori a pris le contrôle de la filiale française du groupe de presse EMAP France, troisième éditeur français. En septembre de la même année, EMAP France a été rebaptisé Mondadori France.
Fininvest annonce le 23 août 2016 avoir réclamé en justice 570 millions d'euros de dommages et intérêts au groupe Vivendi faisant suite à la non-application du contrat signé entre les deux groupes médiatiques en avril.